# Tianjin Nuzi Paiqiu Dui 2012-2013
Questa voce raccoglie le informazioni riguardanti il Tianjin Nuzi Paiqiu Dui nelle competizioni ufficiali della stagione 2012-2013.

## Organigramma societario
Area tecnica
- Allenatore: Wang Baoquan

## Rosa
| N° | Nome           | Ruolo | Data di nascita   | Nazionalità sportiva |
| -- | -------------- | ----- | ----------------- | -------------------- |
| 1  | Zhang Xiaoyu   | S     | 28 luglio 1991    | Cina                 |
| 3  | Sun Yan        | S     | 9 ottobre 1992    | Cina                 |
| 4  | Wang Jiamin    | C     | 11 febbraio 1995  | Cina                 |
| 6  | Li Shan        | S/O   | 21 maggio 1980    | Cina                 |
| 7  | Yin Na         | S     | 3 febbraio 1988   | Cina                 |
| 8  | Wei Qiuyue     | P     | 26 settembre 1988 | Cina                 |
| 9  | Wang Qian      | L     | 14 marzo 1989     | Cina                 |
| 10 | Li Juan        | S     | 15 maggio 1981    | Cina                 |
| 11 | Mi Yang        | P     | 24 gennaio 1989   | Cina                 |
| 12 | Zhang Xiaoting | C     | 21 gennaio 1989   | Cina                 |
| 13 | Sun Mingjian   | C     | 5 aprile 1990     | Cina                 |
| 14 | Chen Liyi      | S     | 27 aprile 1989    | Cina                 |
| 15 | Liu Ya         | S/O   | 29 aprile 1990    | Cina                 |
| 16 | Yao Di         | P     | 15 agosto 1992    | Cina                 |
| 17 | Huo Jing       | C     | 8 gennaio 1988    | Cina                 |
| 18 | Li Ying        | S/O   | 29 novembre 1988  | Cina                 |